# 山梨赤十字病院
山梨赤十字病院（やまなしせきじゅうじびょういん）は、山梨県南都留郡富士河口湖町にある医療機関である。日本赤十字社山梨県支部が設置する病院である。

## 沿革
- 1937年（昭和12年）7月1日 - 組合立診療所として開院。
- 1941年（昭和16年）- 日本赤十字社管轄となり、日本赤十字社山梨支部岳麓療院に改称。
- 1953年（昭和28年）- 岳麓赤十字病院に改称。
- 1969年 （昭和44年）-　本館（一般病棟）に45床を増床し203床（一般175床、結核13床、伝染15床）となる。
- 1970年（昭和45年）- 現在の名称に改称。
- 1991年（平成3年）- 現在地へ新築移転し総合病院となる。
- 1994年（平成6年） - 人工透析棟等改築。
- 2000年（平成12年） - 療養型病床（40床）開設。
- 2003年（平成15年） - 通所リハビリテーション開設。
- 2005年（平成17年） - 亜急性期病床（14床）開設。
- 2010年（平成22年） - 産科病棟等増設。

## 診療科
- 内科
- 循環器内科
- 呼吸器内科
- 小児科
- 外科
- 脳神経外科
- 整形外科
- 形成外科
- 耳鼻咽喉科
- 産婦人科
- 眼科
- 泌尿器科
- 皮膚科
- 放射線科
- 麻酔科
- 歯科口腔外科
- リハビリテーション科
- 人工透析
- 検診センター
- 人間ドック

診療協働部門
- 看護部
- 地域医療連携室

付帯施設
- 人工透析・検診センター
- 通所リハビリテーション（あかまつ）

## 医療機関の指定等
- エイズ治療拠点病院
- 災害対策基本法指定機関

## 交通アクセス
- 富士山麓電気鉄道富士急行線河口湖駅よりバスにて8分
- 中央自動車道河口湖インターチェンジより車にて2分
- 東富士五湖道路富士吉田インターチェンジより車にて2分